# Саид Алви Саид Хассан
Саид Алви Саид Хассан (малайск.  Syed Alwi Syed Hassan ; 29 марта 1930, Пондок-Танджунг, Перак — 1 декабря 2008, Раванг, Селангор) — драматург и театральный деятель, основоположник современного театра в Малайзии, Национальный деятель искусств (2002).

## Краткая биография
Окончил малайскую школу в Пондок-Танджунге, а также английскую школу короля Эдварда VII в Тайпинге и английскую школу Клиффорда в Куала-Кангсаре (1950).
Первым из малайзийцев изучал театральное дело за рубежом — по гранту Фулбрайта в Миннесотском университете (1953—1958) и в Лондонской киношколе. В апреле-июне 1980 года по стипендии Фонда Рокфеллера III посетил США для изучения современного состояния американского театра и кинематографа.
В разное время работал на Радио и телевидении Малайзии, на каналах ТВ-3 и НТВ-7 в качестве редактора, постановщика, актера, а также на киностудии «Филем Негара», в «Государственном театре» (Панггунг Негара), Национальной академии искусства, Университете Малайя, информационном бюро ООН.
Похоронен на мусульманском кладбище «Букит Киара» в Петалинг-Джае.

## Творчество
Уже в 1949 году написал для школьного журнала пьесу на английском языке «На север» (впервые поставлена в 2006 году). В 1951 году основал группу «Художественный театр Малайи» (Kumpulan Teater Seni Malaya), для которой написал несколько драм, которые сам поставил и в которых сам сыграл главные роли. Среди наиболее известных пьес на малайском языке «Аланг разрывается на куски» (Alang Retak Seribu,1973), «Дед Перак» (Tok Perak,1974), Десариа (1978), а на английском «Я помню этот дом отдыха» (1992) и «Член клуба» (1994). В пьесах рассказывается о жизни простого народа, его страданиях и чаяниях. Они постоянно ставятся различными коллективами до настоящего времени.
В качестве режиссёра ставил западную классику, в том числе «Старвелинг» (по мотивам пьесы Шекспира «Сон в летнюю ночь»), «Андокл и лев» Бернарда Шоу, «Генрих V» Шекспира. В 1999 году сыграл роль премьер-министра в голливудской ленте «Анна и король».

## Награды
- Премия Университета Малайя лучшему драматургу (1958)
- Литературная премия Малайзии (1973, 1974)
- Государственная премия в области искусства и звание Национальный деятель искусств Малайзии (2002)

## Семья
Был женат дважды. Вторая жена Норхаяти Хашим, сын Норшам Саид Алви